# Batalla en los lindes de Fangorn
La Batalla en los Lindes de Fangorn es un conflicto militar ficticio que pertenece al legendarium creado por el escritor británico J. R. R. Tolkien y que aparece en su novela El Señor de los Anillos.
Los hobbits Merry y Pippin son capturados por los orcos en las cercanías de Parth Galen y son llevados por estos con destino a Isengard como prisioneros. Unas pocas millas antes de llegar al bosque de Fangorn, Pippin que estaba todo magullado y adolorido, advierte una extraña maniobra en los orcos de Isengard, capitaneados por Uglúk, quienes intentaban rebasar y alejarse de los Orcos de Mordor que eran conducidos por Grishnákh. Presintió que los primeros intentaban burlar a los segundos y que eso podría ser beneficioso para ellos.
Advierte, también que una tropa de hombres están siguiendo a los servidores de Saruman y Sauron. Estos pertenecían a una Éored de rohirrim del Folde Este, comandados por Éomer, tercer Mariscal de la Marca y sobrino del rey Théoden.
Los Rohirrim intentaban rodear a los Orcos para cortarles el paso hacia los Vados del Isen y de paso mataban a los rezagados, para evitar que se dispersaran y obligándolos a seguir la línea del Río Entaguas. Los hombres de Rohan comenzaron a atacar la retaguardia orca disparando con sus arcos, deteniéndose de tanto en tanto para evitar las flechas de los orcos, quienes disparaban sin puntería, puesto que debían seguir corriendo. 
Al anochecer los orcos debieron armar campamento en una loma muy cerca de los Lindes de Fangorn para prepararse para el ataque de Éomer y para esperar refuerzos que se suponía escondidos en el bosque. Estos eran parte de una maniobra de los de la Mano Blanca en contra de los de Mordor para birlarles a los prisioneros, puesto que Saruman ya operaba para traicionar a Sauron. Pronto el campamento se pobló de hogueras y los centinelas se apostaron en lo alto de a loma. Los rohirrim no se hicieron visibles por el momento; de tanto en tanto alguna flecha volaba hacia el campamento y daba muerte a algún orco. Estos respondían pero el enemigo estaba a contraluz y por lo tanto desperdiciaban muchas flechas.
Esta situación de incertidumbre, más las disputas internas desatadas entre los orcos, fue aprovechada por Pippin quien insinuó a Grishnákh que el poseía el Anillo. Este los sacó del campamento y al hacerlo les salvó del ataque de Éomer. Además una lanza atravesó al orco de Mordor y los hobbit huyeron al bosque. 
Mientras tanto, en el campamento algunos "cabeza de paja" desmontaron y furtivamente se acercaron a la loma y mataron a muchos orcos, el propio Uglúk debió intervenir para evitar una masiva desbandada. Ya casi al final de la noche la tropa del orco Mauhúr llegó y atacó a los rohirrim que sitiaban el campamento. Pero luego del primer desconcierto, los jinetes de Rohan se repusieron y contraatacaron, enviando un batallón a combatirlos. Mientras tanto los otros terminaban por cerrar el círculo sobre el campamento, cabalgando alrededor del mismo con la intención de impedir que saliesen en apoyo de los refuerzos. Los recién llegados fueron diezmados y el propio Mauhúr fue muerto, los pocos que se salvaron se refugiaron en el Bosque y no se supo más de ellos.
Al amanecer del 29 de febrero del año 3019 T. E. los rohirrim lanzan su ataque final. "(...)Lejos y por encima del Río Grande y las Tierras Pardas, sobre leguas y leguas de extensiones grises, llegó el alba, roja como un fuego. Los cuernos de caza resonaron saludándola. Los jinetes de Rohan despertaron a la vida. Los cuernos respondieron a los cuernos" (ESDLA. Libro III. Cap 2). La carga se realizó desde el este, los rohirrim mantuvieron la línea a lo largo y por encima de la loma, a pesar de recibir una andanada de flechas orcas. La embestida fue feroz, la gran mayoría de los enemigos perecieron atravesados por las lanzas y espadas, algunos sobrevivientes huyeron en desbandada, pero fueron perseguidos uno a uno y muertos por los jinetes. 
Sólo una compacta cuña de orcos encabezada por Uglúk, encaró hacia el bosque de Fangorn subiendo la loma y llegaron hasta los centinelas y los pusieron en fuga matando a tres de ellos. Parecía que iban a lograr su propósito, pero el mismo Éomer dirigió a un grupo de rohirrim y les interceptó el paso. La batalla fue corta pero dura, ningún orco sobrevivió. El mismo tercer Mariscal de la Marca, desmontó y luchó con Uglúk, matándolo.
Los rohirrim enterraron a sus muertos en un montículo y cantaron cantos de alabanza. Hecho esto tomaron los cadáveres de los orcos y los quemaron en una gran pira, esparciendo, luego, sus cenizas. Esto fue visto a gran distancia por la vista penetrante de Legolas, elfo del Bosque Negro.
- Datos: Q5723372